# Junco do Maranhão
Junco do Maranhão este un oraș în unitatea federativă Maranhão (MA), Brazilia.